# André Charvaz
André Charvaz (en italien, Andrea Charvaz), né le 25 décembre 1793 à Hautecour et mort le 18 octobre 1870 à Moûtiers, est un prélat italien, d'origine savoyarde du XIXe siècle.

## Biographie

### Origine
André naît le 25 décembre 1793 à Hautecour dans la vallée de la Tarentaise, dans l'ancien duché de Savoie, occupé par les troupes révolutionnaires françaises depuis l'année précédente.
Il est ordonné prêtre le 24 janvier 1818, à Chambéry, par l'archevêque Antoine Martinet.
Il est choisi par le prince de Savoie-Carignan Charles-Albert pour être le précepteur de ses enfants, dont le futur Victor-Emmanuel II. Il démissionne en 1833.
Il est élu le 4 janvier 1824 à l'Académie des sciences, belles-lettres et arts de Savoie, avec pour titre académique Effectif (titulaire). Il fonde, avec Amédée Greyfié de Bellecombe et l'abbé Martinet, l'Académie de la Val d'Isère le 29 janvier 1865.

### Carrière épiscopale
En 1833, il est choisi comme évêque de Pignerol, puis ordonné le 9 mars 1834. Il publie en 1836, Recherches historiques sur la véritable origine des vaudois et sur le caractère de leurs doctrines primitives en lien avec la présence d'une communauté vaudoise dans son diocèse.
Il participe, avec les prélats Alexis Billiet et d'Antoine Martinet, à la défense du poète savoyard Jean-Pierre Veyrat auprès du roi Charles-Albert de Sardaigne,.
Le 3 juillet 1848, il est fait archevêque in partibus de Sébaste (de).
Le 2 janvier 1852, il est choisi pour devenir archevêque de Gênes.
En 1866, il célèbre les obsèques du prince Oddone de Savoie, fils cadet du couple royal.
Il se retire le 7 août 1869, en Tarentaise. Il meurt l'année suivante, le 18 octobre 1870, à Moûtiers.

## Hommage
L'église paroissiale de Hautecour possède un monument dédié au prélat.
La "promenade des totems" à Hautecour Le Breuil propose un point de vue sur le village et sur l'église dans laquelle ordonné André Charvaz et une pancarte explicative sur sa vie. 